# OBG Gruppe
Die OBG Gruppe GmbH (ehemals OBG AG) ist ein in Ottweiler ansässiges Bauunternehmen und führende Gesellschaft einer mittelständischen Bau-Unternehmensgruppe.

## Geschäftstätigkeit
Die Unternehmensgruppe vereint selbständige Firmen aus den Bereichen Bau, Spezialbau, Versorgungsinfrastruktur, Immobilien-Effizienz sowie Quartiers- und Projektentwicklung.
Das Leistungsspektrum umfasst Lösungen im Tiefbau, im Hochbau und im Ingenieurbau ebenso wie im Rohrleitungs- und Gas-Anlagenbau. Professionelles Recycling und die Entsorgung von Baustoffen sichern die Nachhaltigkeit im Umgang mit den Rohstoffen der Bauwirtschaft. Spezialisten für Projekt- und Quartiersentwicklung, Architekturlösungen, technische Gebäudeausstattung sowie IT-Lösungen für die Bau- und Immobilienwirtschaft runden das breitgefächerte Gesamtportfolio ab.
Wesentliche Standorte der Unternehmensgruppe sind Ottweiler, Neunkirchen, Saarbrücken, Mannheim, Trier und Luxemburg. Hinzu kommen Niederlassungen in Mainz und Kaiserslautern.

## Geschichte
1963 gründete Walter Raber die Ottweiler Baugesellschaft. Das auf Tiefbau spezialisierte Unternehmen wuchs in wenigen Jahren zu einem mittelständischen Betrieb mit 160 Mitarbeitern. Mit dem Aufbau von Beteiligungen in verschiedenen Spezialbereichen der Bauwirtschaft konnte die Wertschöpfungskette vergrößert werden. 1979 gehörte die Ottweiler Baugesellschaft mit 365 Mitarbeitern zu den führenden Bauunternehmungen an der Saar. 1986 wurde Jürgen Raber Geschäftsführer.
Ende der 1990er Jahre wurden die Beteiligungen neu geordnet und ergänzt. Aus der Ottweiler Baugesellschaft wurde 2002 die OBG Bau, die Beteiligungen wurden in der OBG Holding gebündelt. Die so geordnete Baugruppe konnte nun neben den klassischen Bauleistungen auch Komplettangebote für private und öffentliche Bauherren anbieten.
2006 wurden die Geschäftsfelder mit der Gründung der OBG AG neu strukturiert und unter einem Dach gebündelt. Sie umfassten Leistungen im Tiefbau, im Hochbau und im Ingenieurbau ebenso wie im Rohrleitungs- und Gasanlagenbau sowie der Wasser- und Abwassertechnik. Ebenso gehören zum Angebot Spezialbauleistungen wie Microtunneling, Pfahlgründungen und Brückensanierung, aber auch Rohstoffversorgung und -recycling.
Im Jahr 2012 wurde neben der OBG AG die QBUS Holding als Immobilien-Effizienz-Netzwerk gegründet, in die auch die Projektentwicklung und Bauträgerprojekte ausgelagert wurden.
Die gemeinsam mit Partnern ins Leben gerufene Projektentwicklungsgesellschaft Quartiersmanufaktur mit Sitz in Trier hat im Juli 2013 mit der Verbandsgemeinde und der Stadt Montabaur einen städtebaulichen Grundvertrag zur Nachnutzung der ehemaligen Westerwaldkaserne geschlossen. Das 41 ha große Kasernengelände hat die Quartiersmanufaktur von der Bundesanstalt für Immobilienaufgaben erworben. Im Februar 2014 entschlossen sich die Gesellschafter der Unternehmensgruppe, einen Formwechsel zu vollziehen: Aus der OBG AG wurde die OBG Gruppe GmbH.  Im November 2016 wurde OBG Rhein-Neckar als eigenständiges Unternehmen gegründet. Zunächst als Niederlassung von OBG Hochbau im Herbst 2014 ins Leben gerufen, steht dieser neue Standort in Mannheim für die konsequente fachliche und geografische Weiterentwicklung der Unternehmensgruppe.
Seit April 2017 ist OBG am Joint-Venture IMMPRINZIP beteiligt. Ziel des Unternehmens ist die Entwicklung, Herstellung und Vermarktung standardisierter, kostengünstiger Wohnimmobilien im Rahmen öffentlicher Förderprogramme für den Gering- und Normalverdiener. Mit der Neugründung von QBUS im November 2017 wurde die Idee des Immobilien-Effizienz-Netzwerks fortgeschrieben. Im Verbund mit der OBG Gruppe kann QBUS Leistungen über den gesamten Lebenszyklus von Immobilien bedienen.
Mit der Gründung von WL Architekten im Oktober 2018 hat die OBG Gruppe ihr planerisches Know-how erweitert. Im Dezember 2019 hat OBG Hochbau Niederlassungen in Mainz und Kaiserslautern errichtet.